# Eugene Martha
Eugene Martha (nacido el 2 de febrero de 1979) es un futbolista internacional de Curazao y se desempeña en el terreno de juego como defensor central; su actual equipo es el RKSV Centro Dominguito de la primera división del Fútbol de las Antillas Neerlandesas.

## Trayectoria
- CRKSV Jong Colombia  2003-2009
- S.V. Hubentut Fortuna  2009-2011
- SV La Fama  2011-2012
- RKSV Centro Dominguito  2013-presente